# Жупањевац
Жупањевац је насеље у Србији у општини Рековац у Поморавском округу. Према попису из 2022. било је 314 становника.

## Историја
До Другог српског устанка Жупањевац се налазио у саставу Османског царства. Након Другог српског устанка Жупањевац улази у састав Кнежевине Србије и административно је припадао Јагодинској нахији и Левачкој кнежини све до 1834. године када је Србија подељена на сердарства.
Овде се налази Жупањевачки град.

## Демографија
У насељу Жупањевац живи 379 пунолетних становника, а просечна старост становништва износи 42,3 година (41,9 код мушкараца и 42,6 код жена). У насељу има 140 домаћинстава, а просечан број чланова по домаћинству је 3,31.
Ово насеље је великим делом насељено Србима (према попису из 2002. године), а у последња три пописа, примећен је пад у броју становника.
|  |

| Демографија | Демографија | Демографија |
| Година      | Становника  | Становника  |
| ----------- | ----------- | ----------- |
| 1948.       | 883         |             |
| 1953.       | 869         |             |
| 1961.       | 823         |             |
| 1971.       | 697         |             |
| 1981.       | 630         |             |
| 1991.       | 554         | 533         |
| 2002.       | 464         | 487         |

| Етнички састав према попису из 2002.‍ | Етнички састав према попису из 2002.‍ | Етнички састав према попису из 2002.‍ | Етнички састав према попису из 2002.‍ | Етнички састав према попису из 2002.‍ |
| ------------------------------------ | ------------------------------------ | ------------------------------------ | ------------------------------------ | ------------------------------------ |
|                                      |                                      |                                      |                                      |                                      |
| Срби                                 | Срби                                 |                                      | 459                                  | 98,92%                               |
| Македонци                            | Македонци                            |                                      | 1                                    | 0,21%                                |
| непознато                            | непознато                            |                                      | 3                                    | 0,64%                                |

| Жупањевац у пописима Јагодинске нахије — од 1818. до 1829.                        |       |       |       |       |       |       |          |       |       |       |       |       |
| Година пописа                                                                     | 1818. | 1819. | 1820. | 1821. | 1822. | 1823. | 1824/25. | 1825. | 1826. | 1827. | 1828. | 1829. |
| Куће                                                                              | 27    | 27    | 28    | 28    | 29    | 31    | 32       | 32    | 32    | 32    | 32    | 32    |
| Пореске главе*                                                                    | -     | 44    | 40    | 38    | 41    | 44    | 46       | 43    | 43    | 44    | 45    | 45    |
| Арачке главе**                                                                    | 25    | 93    | 101   | 98    | 102   | 100   | 112      | 113   | 114   | 118   | 119   | 118   |
| *Пореске главе = Ожењени мушкарци \| ** Арачке главе = Мушкарци од 7 до 70 година |       |       |       |       |       |       |          |       |       |       |       |       |

| Година пописа     | 1948. | 1953. | 1961. | 1971. | 1981. | 1991. | 2002. |
| ----------------- | ----- | ----- | ----- | ----- | ----- | ----- | ----- |
| Број домаћинстава | 160   | 165   | 173   | 163   | 146   | 142   | 140   |

| Број чланова      | 1  | 2  | 3  | 4  | 5  | 6  | 7 | 8 | 9 | 10 и више | Просек |
| ----------------- | -- | -- | -- | -- | -- | -- | - | - | - | --------- | ------ |
| Број домаћинстава | 33 | 28 | 17 | 22 | 19 | 10 | 8 | 2 | 1 | 0         | 3,31   |

| Пол    | Укупно | Неожењен/Неудата | Ожењен/Удата | Удовац/Удовица | Разведен/Разведена | Непознато |
| ------ | ------ | ---------------- | ------------ | -------------- | ------------------ | --------- |
| Мушки  | 193    | 44               | 129          | 17             | 3                  | 0         |
| Женски | 197    | 29               | 124          | 38             | 4                  | 2         |
| УКУПНО | 390    | 73               | 253          | 55             | 7                  | 2         |

| Пол    | Укупно                    | Пољопривреда, лов и шумарство | Рибарство                            | Вађење руде и камена | Прерађивачка индустрија       |
| ------ | ------------------------- | ----------------------------- | ------------------------------------ | -------------------- | ----------------------------- |
| Мушки  | 115                       | 94                            | 0                                    | 0                    | 5                             |
| Женски | 89                        | 80                            | 0                                    | 0                    | 0                             |
| УКУПНО | 204                       | 174                           | 0                                    | 0                    | 5                             |
| Пол    | Производња и снабдевање   | Грађевинарство                | Трговина                             | Хотели и ресторани   | Саобраћај, складиштење и везе |
| Мушки  | 3                         | 1                             | 2                                    | 0                    | 6                             |
| Женски | 0                         | 1                             | 2                                    | 0                    | 0                             |
| УКУПНО | 3                         | 2                             | 4                                    | 0                    | 6                             |
| Пол    | Финансијско посредовање   | Некретнине                    | Државна управа и одбрана             | Образовање           | Здравствени и социјални рад   |
| Мушки  | 0                         | 0                             | 0                                    | 0                    | 0                             |
| Женски | 0                         | 0                             | 1                                    | 3                    | 1                             |
| УКУПНО | 0                         | 0                             | 1                                    | 3                    | 1                             |
| Пол    | Остале услужне активности | Приватна домаћинства          | Екстериторијалне организације и тела | Непознато            | Непознато                     |
| Мушки  | 1                         | 0                             | 0                                    | 3                    | 3                             |
| Женски | 0                         | 0                             | 0                                    | 1                    | 1                             |
| УКУПНО | 1                         | 0                             | 0                                    | 4                    | 4                             |